# Liam Chilvers
Liam Christopher Chilvers (ur. 6 listopada 1981 w Chelmsford) – angielski piłkarz występujący na pozycji obrońcy. Obecnie jest zawodnikiem Notts County.
Chilvers jest wychowankiem słynnego Arsenalu. Będąc graczem tej drużyny był wypożyczany do Northampton Town, Notts County, KSK Beveren oraz dwukrotnie do Colchester United F.C.
W 2004 roku pomógł Colchesterowi w awansie do Championship, po którym podpisał dwuletni kontrakt z tym klubem.
W lipcu 2006 na zasadzie prawa Bosmana przeszedł do Prestonu.
23 lipca 2010 Chilvers podpisał dwuletni kontrakt z drużyną Notts County.